# Chư Krey
Chư Krey là một xã thuộc tỉnh Gia Lai, Việt Nam.
Xã Chư Krey có diện tích 107,22 km², dân số năm 1999 là 1.676 người, mật độ dân số đạt 16 người/km².